# فدرا (فیلم)
فدرا (به انگلیسی: Phaedra) فیلمی به کارگردانی جولز دسین و با بازی ملینا مرکوری و آنتونی پرکینز است. این فیلم در سال ۱۹۶۲ به نمایش درآمد.
داسن این فیلم را برای بهره‌برداری از شهرت همسرش ملینا مرکوری پس از موفقیت فیلم یکشنبه‌ها هرگز ساخت. داستان فیلم از افسانه یونانی عشق فدرا به هیپولیتوس گرفته شده است.
موسیقی این فیلم ساخته میکیس تئودوراکیس است و امروز بسیار مشهورتر از خود فیلم است.